# 金斑口孵非鯽
金斑口孵非鯽，為輻鰭魚綱鱸形目隆頭魚亞目慈鯛科的其中一種，分布於非洲肯亞的淡水流域，體長可達19.2公分，棲息在中底層水域，生活習性不明，可作為觀賞魚及食用魚。